# Lobito flygplats
Lobito flygplats (portugisiska: Aeroporto do Lobito) är en flygplats i Angola.   Den ligger i provinsen Benguela, i den västra delen av landet, 400 kilometer söder om huvudstaden Luanda. Lobito flygplats ligger 6 meter över havet.
Terrängen runt Lobito flygplats är platt åt sydväst, men österut är den kuperad. Havet är nära Lobito flygplats åt nordväst. Runt Lobito flygplats är det ganska glesbefolkat, med 24 invånare per kvadratkilometer.. Närmaste större samhälle är Lobito, 0,75 kilometer norr om Lobito flygplats.
Omgivningarna runt Lobito flygplats är en mosaik av jordbruksmark och naturlig växtlighet.